# Joe Ferguson (Leichtathlet)
Joe Ferguson  (* 3. Mai 2000 in Barnsley) ist ein britischer Leichtathlet, der sich auf den Sprint spezialisiert hat.

## Sportliche Laufbahn
Erste Erfahrungen sammelte Joe Ferguson im Jahr 2019, als er bei den U20-Europameisterschaften in Borås mit 21,15 s in der ersten Runde im 200-Meter-Lauf ausschied. 2022 startete er über diese Distanz bei den Weltmeisterschaften in Eugene und schied dort mit 20,52 s im Halbfinale aus.

## Persönliche Bestzeiten
- 100 Meter: 10,25 s (+1,7 m/s), 22. Mai 2022 in Loughborough
  - 60 Meter (Halle): 6,70 s, 18. Februar 2022 in Sheffield
- 200 Meter: 20,23 s (+2,0 m/s), 26. Juni 2022 in Manchester
  - 200 Meter (Halle): 21,08 s, 27. Februar 2022 in Birmingham